# Boarmia aperta
Boarmia aperta là một loài bướm đêm trong họ Geometridae.